# Severino Caveri
 (octobre 2024).
Si vous disposez d'ouvrages ou d'articles de référence ou si vous connaissez des sites web de qualité traitant du thème abordé ici, merci de compléter l'article en donnant les références utiles à sa vérifiabilité et en les liant à la section « Notes et références ».
Severino Caveri (francisé en Séverin Caveri, en raison du bilinguisme officiel en vigueur en Vallée d'Aoste) (né le 29 mai 1908 à Ivrée et mort à Aoste le 19 décembre 1977) est un homme politique et juriste valdôtain.
Il fut le principal protagoniste de la vie politique valdôtaine dans les vingt premières années d'autonomie.

## Biographie
Severino Caveri nait le 29 mai 1908 à Ivrée, fils du préfet René Caveri mis à la retraite comme antifasciste en 1926 et de Clémentine Roux. Licencié en droit, membre de la Jeune Vallée d'Aoste, une société antifasciste, en 1928, il se réfugia en Suisse de 1943 à 1945. Après la Libération, il figure parmi les fondateurs de l'Union Valdôtaine, et en fut le président jusqu'à 1973. Membre du premier Conseil de la Vallée d'Aoste, il fut nommé président de la région après la démission de Frédéric Chabod, devenant le second président de la Région autonome de la Vallée d'Aoste de 1946 à 1954, à la tête d'une coalition UV-Démocratie chrétienne. Il fut ensuite député au Parlement italien de 1958 à 1963, puis sans se représenter à la Chambre des députés, il reprit la charge de chef du gouvernement régional de 1963 à 1966, il devint président du Conseil régional en 1975.
Séverin Caveri meurt à Aoste le 19 décembre 1977.

## Hommages
L'historien valdôtain Lin Colliard écrit de lui : « Il sera rappelé comme l'un des principaux acteurs du XXe siècle, et l'un des meilleurs représentants de la pensée laïque locale ».

## Vie privée
Il était l'oncle de Lucien Caveri (Luciano Caveri).

## Œuvres
- Christianisme et socialisme